# Temporada de tufões no Pacífico de 1958
A temporada de tufões do Pacífico de 1958 foi um evento contínuo no ciclo anual de formação de ciclones tropicais. A temporada não tinha limites oficiais, mas os ciclones tropicais no Oceano Pacífico Ocidental normalmente se desenvolvem entre maio e outubro. A temporada foi abaixo da média em tempestades, com apenas vinte e três, mas houve uma alta de 21 tufões. Além dessas, ocorreram também nove tempestades tropicais rastreadas apenas pelo JMA. A temporada começou muito cedo, com um supertufão muito raro em janeiro, Ophelia, e terminou no início de dezembro com o tufão Olga.
O escopo deste artigo é limitado ao Oceano Pacífico, ao norte do equador e a oeste da linha de data internacional. As tempestades que se formam a leste da linha de data e ao norte do equador são chamadas de furacões; veja a temporada de furacões de 1958 no Pacífico. Tempestades tropicais formadas em toda a bacia do Pacífico oeste receberam um nome do Fleet Weather Center em Guam.

## Sistemas

### Tufão Ofélia
Ao meio-dia de 31 de dezembro, um vórtice foi observado ao longo da Zona de convergência intertropical a cerca de 2,100 km (1,300 mi) ao sul do Havaí. Em 7 de janeiro, a relativamente pequena tempestade tropical atingiu o Atol de Jaluit no sul das Ilhas Marshall, matando 14 pessoas. Ela se intensificou rapidamente e atingiu ventos de 140 mph (230 km/h) no dia seguinte. As condições tornaram-se desfavoráveis e enfraqueceram constantemente para 105 mph (169 km/h) ventos  Ponape foi atingido em 10 de janeiro, quando Ophelia arrancou o telhado do escritório do Departamento de Meteorologia dos Estados Unidos. Em 11 de janeiro, Truk foi atingido. O abrigo inflável do Weather Bureau foi destruído, com outros edifícios no local seriamente danificados. No dia 12, as condições favoráveis permitiram à Ophelia se reintensificar, atingindo um pico de 260 km/h (160 mph) no dia 13. Ophelia afetou Yap severamente, removendo o telhado de metal do escritório do Weather Bureau e danificando o prédio inflado, o teodolito e a antena de rádio. Depois de manter essa intensidade por 18 horas, ele enfraqueceu rapidamente enquanto se dirigia para o norte, e se dissipou no dia 17. O tufão Ophelia se espalhou em várias ilhas do Pacífico Ocidental. Ophelia também matou nove pessoas quando um USAF WB-50 caiu durante um vôo de reconhecimento na tempestade em 15 de janeiro.

### JMA Tempestade Tropical Dois
A tempestade tropical 02 surgiu em 29 de abril. Ele atingiu as Filipinas antes de se dissipar no dia seguinte.

### Tufão Phyllis
Em 29 de maio, o Supertufão Phyllis atingiu um pico de 185 mph (298 km/h), o tufão mais forte já ocorrido no mês de maio. Phyllis permaneceu em águas abertas e se dissipou no dia 2 para o sudeste do Japão. O recorde de Phyllis foi superado pelo Tufão Damrey em 2000 e, posteriormente, pelo Tufão Noul em 2015.

### Tempestade tropical Quatro JMA
A tempestade tropical 04 se desenvolveu no Mar da China Meridional em 26 de maio. Atingiu a província chinesa de Guangdong e Hainan, antes de se dissipar em 6 de junho.

### Tufão Rita
O Tufão Rita existiu de 7 de junho a 13 de junho.

### Tempestade tropical Seis JMA
Tempestade tropical 06 desenvolveu-se em 8 de junho. Depois cruzou as Ilhas Ryukyu do Japão, antes de se dissipar em 13 de junho.

### Tufão Susan
O tufão Susan existiu de 13 de junho até 17 de junho.

### Tufão Tess
O tufão Tess desenvolveu-se nas proximidades dos Estados Federados da Micronésia em 28 de junho. A tempestade moveu-se geralmente para oeste-noroeste e noroeste, atingindo as Ilhas Ryukyu antes de se dissipar em 6 de julho.

### Tufão Viola
O tufão Viola existiu desde 8 de julho a 14 de julho.

### Tufão Winnie
A tempestade tropical Winnie formou-se em 12 de julho a leste de Luzon. Moveu-se para noroeste, intensificando-se rapidamente para uma categoria 4 tufões em 12 horas. O tufão enfraqueceu ligeiramente, mas rapidamente se fortaleceu para supertufão de 175 mph (282 km/h) pouco antes de atingir o leste de Taiwan no dia 15. Winnie enfraqueceu rapidamente devido ao terreno montanhoso e, após cruzar o Estreito de Formosa, Winnie atingiu o sudeste da China. Continuou a enfraquecer sobre a terra e se dissipou no dia 17. Winnie causou 31 vítimas e 53 feridos em Taiwan durante a travessia.

### Tufão Betty
O tufão Betty existiu no Mar da China Meridional desde 13 de julho a 16 de julho.

### Tufão Alice
A tempestade tropical Alice se desenvolveu em 14 de julho no oeste aberto do Oceano Pacífico. Ele se mudou para o noroeste e atingiu o status de tufão no dia 16. Alice rapidamente se intensificou no dia 19 para 240 km/h (150 mph) supertufão, e depois de virar para nordeste enfraqueceu. Alice atingiu o sudeste do Japão no dia 22 e tornou-se extratropical no dia 24 perto da Península de Kamchatka. Alice foi responsável por 41 mortes (com 8 desaparecidos) e 61 feridos em Hokkaido.

### JMA Tropical Storm Fourteen
A tempestade tropical quatorze se desenvolveu no Mar da China Meridional em 19 de julho Ele atingiu Fujian antes de se dissipar em 25 de julho.

### Tufão Doris
O tufão Doris existia desde 22 de julho a 29 de julho.

### Tempestade tropical Dezasseis JMA
O tufão Dezasseis desenvolveu-se no Mar da China Meridional em 5 de agosto Atingiu a China antes de se dissipar em 11 de agosto.

### Tufão Elsie
O tufão Elsie existiu de 4 de agosto a 9 de agosto.

### Tufão Flossie
Em 21 de agosto, uma depressão tropical formou-se no oceano aberto e seguiu para o norte. Ele alcançou o status de tempestade tropical mais tarde naquele dia, e atingiu o tufão força no dia 22. Flossie atingiu um pico de 105 mph no dia 22 e enfraqueceu-se para uma tempestade tropical de 70 mph pouco antes de atingir a costa sudeste do Japão no dia 25. Flossie virou para leste, e depois de se tornar extratropical no dia 26, a tempestade dissipou-se no dia 27. A tempestade causou 15 baixas (com 30 desaparecidos) e 39 feridos em Tóquio.

### Tempestade tropical Dezoito JMA
A tempestade tropical 18 existiu entre 25 de agosto e 31 de agosto.

### Tufão Grace
Outro tufão se desenvolveu nas proximidades dos Estados Federados da Micronésia em 29 de agosto. O sistema moveu-se para noroeste e eventualmente se fortaleceu em um supertufão. Grace atingiu o pico com uma pressão barométrica mínima de 905 mbar (26.7 inHg). Mais tarde, atingiu Zhejiang antes de se tornar extratropical em 5 de setembro.

### Tempestade tropical Vinte JMA
A tempestade tropical 24 existiu em 2 de setembro a 13 de setembro.

### Tufão Helen
O tufão Helen, que se formou em 9 de setembro, intensificou-se rapidamente para 175 mph (282 km/h) supertufão no dia 14. Ele mudou-se para o nordeste e enfraqueceu continuamente até atingir o sudeste do Japão a uma 105 mph (169 km/h) tufão do dia 17. Era paralelo à costa japonesa e, depois de virar para o norte, tornou-se extratropical no dia 19 no Mar de Okhotsk. Os efeitos de Helen causaram 24 mortes (com 44 desaparecidos) e 108 feridos.

### Tufão Ida
Em 20 de setembro, a Tempestade Tropical Ida se formou na região central do Pacífico Ocidental. Ele mudou-se para o oeste, fortalecendo-se rapidamente para 115 mph (185 km/h) tufão no dia seguinte. No dia 22, Ida virou para o norte e rapidamente se intensificou, atingindo o status de supertufão no dia 23 e ventos de pico de 200 mph (320 km/h) no dia 24. Esses ventos são especulativos, devido à falta de satélite ou de qualidade nas medições, mas Ida era provavelmente um tufão formidável com uma pressão baixa recorde (na época) de 877 mbar. Ida enfraqueceu enquanto continuava para o norte-nordeste, e atingiu o sudeste de Honshū com ventos de 80 mph (130 km/h) no dia 26. Tornou-se extratropical no dia seguinte e dissipou-se no dia 28 para o leste do país. Ida causou inundações torrenciais no sudeste do Japão, resultando em mais de 1.900 deslizamentos de terra. Os danos ao longo da costa foram extensos, incluindo duas pequenas aldeias que foram completamente destruídas. Quase 500.000 ficaram desabrigados, 888 foram mortos, 496 ficaram feridos e 381 estavam desaparecidos na tempestade.

### Tufão June
O tufão june existiu a partir de 20 de setembro a 22 de setembro Ele cruzou brevemente a data limite.

### Tempestade tropical Vinte e quatro JMA
A tempestade tropical 24 existiu entre 24 de setembro a 29 de setembro.

### Tufão Kathy
O tufão Kathy surgiu pouco a leste das Filipinas em 21 de outubro. Ele cruzou as ilhas e entrou no Mar da China Meridional. Lá, o sistema se fortaleceu e, posteriormente, se dissipou em 27 de outubro.

### Tufão Lorna
O tufão Lorna existiu desde 23 de outubro a 3 de novembro.

### Tufão Marie
O tufão Marie existiu em 26 de outubro a 3 de novembro.

### Tufão Nancy
O tufão Nancy surgiu perto de Palau em 21 de novembro O sistema se fortaleceu em um supertufão, com pico de pressão barométrica mínima de 920 mbar (27 inHg). Nancy se dissipou em 26 de novembro.

### Tempestade tropical Pamela
Tempestade tropical Pamela existia desde 30 de novembro a 4 de dezembro.

### Tufão Olga
O tufão Olga existiu desde 2 de dezembro a 8 de dezembro.

### Tempestade tropical Trinta e um JMA
O tufão 31 existiu entre 9 de dezembro a 12 de dezembro.

## Nomes das tempestades
| - Agnes - Bess - Carmen - Della - Elaine - Faye - Gloria - Hester - Irma - Judy - Kit - Lola - Mamie - Nina - Ophelia - Phyllis - Rita - Susan - Tess - Viola - Winnie | - Alice - Betty - Cora - Doris - Elsie - Flossie - Grace - Helen - Ida - June - Kathy - Lorna - Marie - Nancy - Olga - Pamela - Ruby - Sally - Tilda - Violet - Wilda | - Anita - Billie - Clara - Dot - Ellen - Fran - Georgia - Hope - Iris - Joan - Kate - Louise - Marge - Nora - Opal - Patsy - Ruth - Sarah - Thelma - Vera - Wanda | - Amy - Babs - Charlotte - Dinah - Emma - Freda - Gilda - Harriet - Ivy - Jean - Karen - Lucille - Mary - Nadine - Olive - Polly - Rose - Shirley - Trix - Virgínia - Wendy |